# Шрагаи, Залман
Шеломо Залман Шрагаи (ивр. זלמן שרגאי‎‎; 1899—1995) — израильский политик и мэр Иерусалима.
Шрагаи родился в Гожковице, Петроковская губерния (Царство Польское в составе Российской Империи) в еврейской семье. Он являлся активистом сионистского движения и в 1924 году поселился в Палестине. В 1950 году был избран мэром Иерусалима и работал в этой должности до 1952 года. Позже стал руководителем по иммиграции в Еврейском агентстве.